# Gou Tanabe
Gou Tanabe (田邊剛 Tanabe Gō?) es un artista manga japonés nacido en la región de Kantō, Tokio, especialmente conocido por sus adaptaciones de las obras del escritor estadounidense H. P. Lovecraft. Sus trabajos han sido traducidos a diversos idiomas incluyendo el español.

## Carrera
En 2001, ganó el Premio Shiki de la revista Afternoon por Sunakichi , y en 2002, ganó una mención de honor en el 4º Gran Premio Entame de Enterbrain por Veintiséis hombres y una niña, basada en la novela de Maxim Gorki.
En 2005, en medio de un período improductivo, estaba explorando nuevas ideas para «historias sobre monstruos sin resultado positivo» cuando su editor le presentó los mitos de Cthulhu de Howard Phillips Lovecraft. En una entrevista posterior con CNews2, Tanabe comentó cómo quedó impresionado por los personajes que «pierden toda esperanza y apetito por la vida». Es este hilo común en las historias de Lovecraft lo que le impactó particularmente.
En 2007, dibujó el drama romántico Kasane (累?) para la revista Comic Beam, publicado el mismo año por Enterbrain, así como El Forastero (アウトサイダー?) , adaptación libre del cuento de Lovecraft.
En 2012, dibujó una adaptación de Mr. Nobody en Monthly Comic Ryū que también fue publicada posteriormente en tres volúmenes encuadernados por la editorial Tokuma Shoten.
En 2015, dibujó El Color que Cayó del Cielo (異世界の色彩?) de Lovecraft en Comic Beam, que fue publicado por Enterbrain.
En 2016, Enterbrain publicó más adaptaciones de Lovecraft: El Morador de las Tinieblas (闇に這う者?) y En las Montañas de la Locura (狂気の山脈にて?) y en 2018, fue nominado para el 22º Premio Cultural Tezuka Osamu por esta última obra, y nominado para el Premio Eisner a la mejor obra cómic adaptada por sus obras basadas en las novelas de Lovecraft. En 2019, En las Montañas de la Locura fue nominado para la selección oficial del 46.º Festival Internacional de Cómics de Angulema, para el premio ACBD (el Premio Asia de la crítica ACBD), recibió los Premios Daruma de ilustración y de encuadernación de lujo en la modalidad manga en los premios Expo Japón
En 2018, dibujó La Sombra Fuera del Tiempo (時を超える影?), seguido de La Llamada de Cthulhu (クトゥルフの呼び声?) en 2019, ambos de Lovecraft.
En 2020, ganó el premio a la mejor serie del Festival Internacional de la Historieta de Angulema por Sombras que Transcienden el Tiempo: Obras Maestras de Lovecraft.
El 12 de marzo de 2021, completó La Sombra Sobre Innsmouth (インスマウスの影?) también de Lovecraft.
También ha ilustrado algunas novelas del escritor japonés de ciencia ficción Sakyo Komatsu.

## Obra
- Sunakichi, 2000.
- Kasane (累?) 2 volúmenes, 2010.
- Ashurachou, 2011.
- Mr. Nobody, 3 volúmenes. ECC ediciones, 2014.
- Saudade, 2015

### Adaptaciones de las obras de Lovecraft
- El Forastero [アウトサイダー]. 2007.
- La Llamada de Cthulhu [クトゥルフの呼び声]. Planeta Comic. 2015.
- El Color que Cayó del Cielo [異世界の色彩]. Planeta Comic. 2015. ISBN 9784047308046.
- El Morador de las Tinieblas [闇に這う者]. Planeta Comic. 2016.
- El Sabueso y Otras Historias. Ivrea. 2017. ISBN 9781506703121.
- La Sombra Fuera del Tiempo [時を超える影]. Comic Beam. 2018.
- En las Montañas  de la Locura 1. Planeta Comic. 2019. ISBN 9781506710228.
- En las Montañas  de la Locura 2. Planeta Comic. 2019. ISBN 9781506710235.
- La Sombra Sobre Innsmouth. Planeta Comic. 2022.
- En la noche de los tiempos. Planeta Comic. 2024. ISBN 9788411403542.

## Premios
- 2001 Revista Afternoon: Premio especial del jurado por Sunakichi.
- Enterbrain 2002: Premio Entame por Veintiséis Hombres y una Niña.
- Premios Expo Japón 2019; premios de la crítica asiática por En las Montañas de la Locura[18][19] y :
  - Premio Daruma mejor dibujo.
  - Premio Daruma mejor creación - Premio Creativo del Jurado.
- Festival de Angoulême 2020: Premio de mejor serie por La Sombra Fuera del Tiempo.[20]

Nominaciones
- San Diego Comic-Con 2018: Premio Eisner a la mejor adaptación de otro medio por El Sabueso y Otras Historias.[21]